# Бакальчук, Владислав Сергеевич
Владислав Сергеевич Бакальчу́к (род. 24 февраля 1977, Люберцы, Московская область) — российский предприниматель, сооснователь маркетплейса Wildberries.
Руководил операционной деятельностью компании, занимался вопросами продаж, маркетинга и закупок Wildberries. На 2019 год ему принадлежал 1 % компании, остальные 99 % находились у его супруги Татьяны Бакальчук. Покинул компанию в июле 2024 года.
В 2021 году Forbes поставил Бакальчуков на первое место среди самых богатых семей России. По данным издания, их имущество оценивалось в 13,1 млрд $.

## Биография
Родился 24 февраля 1977 года в городе Люберцы Московской области.
В 1997 году окончил Московский энергетический университет по специальности «радиофизика». В конце 1990-х годов начал заниматься бизнесом, продавал компьютеры. В 2002 году вместе с Алексеем Фадеевым создал интернет-провайдера UTech. Компания предоставляла свои услуги в нескольких округах Москвы. Через пять лет после основания компания обслуживала около 15 тысяч домов.
После рождения ребёнка в 2004 году его супругу Татьяну Бакальчук привлекла идея собственного дела, и выбор пал на интернет-торговлю одеждой и обувью. В 2004 году Бакальчуки основали компанию Wildberries. При UTech также функционировала веб-студия UT Design, которая занималась созданием интернет-магазинов и оформила первый сайт Wildberries, выбрав фирменный фиолетовый цвет. Осенью 2007 года UTech был продан провайдеру NetByNet за 7,5-10 млн $, Бакальчук выручил 3-5 млн $.
В 2006 году Владислав Бакальчук и Алексей Фадеев создали ООО «Юнионтел», запустив нового провайдера IFlat, где Бакальчук работал гендиректором до 2011 года — 49 % его долей были переданы жене Фадеева в 2018 году.
До конца 2019 года Татьяна Бакальчук была единственной владелицей Wildberries, но 31 декабря 2019 года она передала мужу 1 % компании.
23 июля 2021 года Бакальчук с супругой внесены в санкционный список Украины из-за продажи «российской пропаганды» и российской военной формы.
Весной 2024 года Владислав Бакальчук получил гражданство Кыргызстана.

### Корпоративный спор с супругой
В июне 2024 Wildberries объявила о слиянии с крупнейшим в России оператором рекламы Russ. 23 июля 2024 года глава Чечни Рамзан Кадыров рассказал в своем телеграм-канале, что к нему приехал Владислав Бакальчук, который пожаловался на «серьёзные проблемы как внутри семьи, так и с основанным семейным бизнесом». По словам Бакальчука, они с Кадыровым «раньше дружили, общались». Кадыров опубликовал видео, на котором Бакальчук рассказывает подробности конфликта:
Жена ушла из дома, связалась с непонятной компанией, которая под видом объединения отжимает бизнес и выводит активы. Причем компания в сто раз меньше, а в совместном предприятии доли примерно одинаковые. Леван Мирзоян. Компания Russ Outdoor.
Кадыров заявил, что это рейдерство, пообещав довести информацию до руководства государства. Татьяна Бакальчук отреагировала публикацией в своем телеграм-канале. «Это не рейдерский захват. Это развод. С самого начала все было согласовано с Владиславом, он лично присутствовал на презентации топ-менеджменту новой структуры объединённой компании», — написала Бакальчук.
По словам источника Forbes, Владислав Бакальчук покинул компанию в начале июля. 24 июля 2024 года Владислав Бакальчук заявил, что в случае раздела имущества при разводе хочет получить половину доли компании.

#### Стрельба у офиса Wildberries в Москве
19 сентября 2024 года Бакальчука задержали после перестрелки в офисе Wildberries в Москве. При стрельбе погибли двое, семь человек пострадали. Владислав Бакальчук заявил, что собирался провести переговоры с руководством компании. Татьяна Бакальчук и Wildberries это опровергли, заявив, что «никаких встреч с Владиславом запланировано не было». Бакальчуку было предъявлено обвинение по следующим статьям УК РФ: ст. 105 ч. 2 (убийство); ч. 3 ст. 30, ч. 1 ст. 105 УК РФ (покушение на убийство); ст. 317 (покушение на сотрудника правоохранительных органов) и ст. 330 (самоуправство). 20 сентября Бакальчук был отпущен из-под стражи. По словам его представителей, «следователи центрального аппарата СКР не нашли состава преступления в его действиях».

## Семья
С начала 2000-х годов женат на Татьяне Ким. У пары семеро детей. В 2021 году названы богатейшей семьёй России.
23 июля 2024 года Ким объявила о начале бракоразводного процесса с мужем. 10 февраля 2025 года Владислав Бакальчук заявил, что суд расторг их брак.